# П'єтро Гедін
П'єтро Гедін (італ. Pietro Ghedin, нар. 21 листопада 1952, Скорце) — італійський футболіст, що грав на позиції захисника. По завершенні ігрової кар'єри — тренер. З 2012 року очолює тренерський штаб збірної Мальти.

## Ігрова кар'єра
У дорослому футболі дебютував 1969 року виступами за «Венецію», в якій провів один сезон, взявши участь у 18 матчах чемпіонату.
З 1970 року грав у складі «Фіорентини», з якою став фіналістом Кубка Мітропи 1972 року, але основним гравцем клубу не був, тому того ж року перейшов у «Катанію», де провів два сезони.
Своєю грою з привернув увагу представників тренерського штабу «Лаціо», до складу якого приєднався 1974 року. Виступав за «біло-блакитних» до 1981 року з невеликою перервою на оренду в «Пескару». За цей час П'єтро зіграв 90 матчів за «орлів» в чемпіонаті, тим не менш, він став широко відомий за його причетність до смерті Лучано Ре Чекконі, його партнера по «Лаціо». При вході в ювелірний магазин Лучано був застрелений, імітуючи пограбування. Гедін негайно підняв руки, щоб здатися, і він пережив «жарт».
Протягом 1981—1984 років захищав кольори клубів «Пістоєзе» та «Вігор Сенігаллія» у нижчих дивізіонах Італії.
Завершив професійну ігрову кар'єру у клубі «Сієна», за команду якого виступав протягом 1984—1985 років, вигравши з клубом Серію С2.

## Збірна
Виступав за збірні Італії у віці до 18 і 21 року, а також виграв Кубок світусеред військовослужбовців 1973 року в Браззавілі.

## Кар'єра тренера
Після завершення ігрової кар'єри повернувся до «Лаціо», де працював з молоддю в протягом двох років, після чого підписав контракт з FIGC, очоливши юнацьку збірну Італії U-18. Після цього П'єтро входив до тренерського штабу національної збірної Італії на чемпіонаті світу 1990 року, очолюваного Адзельйо Вічіні і на Олімпійських іграх 1992 році в Барселоні на чолі з Чезаре Мальдіні.
З 1992 по 1995 рік Гедін працював з молодіжною та національною збірними Мальти.
У 1996 році П'єтро повернувся до тренерського штабу Чезаре Мальдіні, поїхавши на Олімпійські ігри в Атланті як тренер воротарів. Того ж року разом з Мальдіні перейшов на роботу у національну збірну Італії і був асистентом Чезаре Мальдіні на чемпіонаті світу 1998 року у Франції, а після звільнення Чезаре залишився асистентом спочатку Діно Дзоффа, з яким працював на Євро-2000, а потім і Джованні Трапаттоні, якому допомагав на чемпіонаті світу 2002 року і Євро-2004.
2005 року став головним тренером збірної Італії U-23, якою керував на Середземноморських іграх, де італійці вилетіли на стадії чвертьфіналу від майбутніх тріумфаторів турніру іспанців (1:2). Після цього П'єтро очолив жіночу збірну Італії, з якою кваліфікувався на жіночий чемпіонат Європи 2009 року у Фінляндії, де його команда знову програла 1:2 на стадії чвертьфіналу майбутнім чемпіонам, цього разу — німкеням.
2012 року знову очолив тренерський штаб збірної Мальти.

## Досягнення
- Кавалер Ордену «За заслуги перед Італійською Республікою»: 2010[4]